# تنگه دانمارک

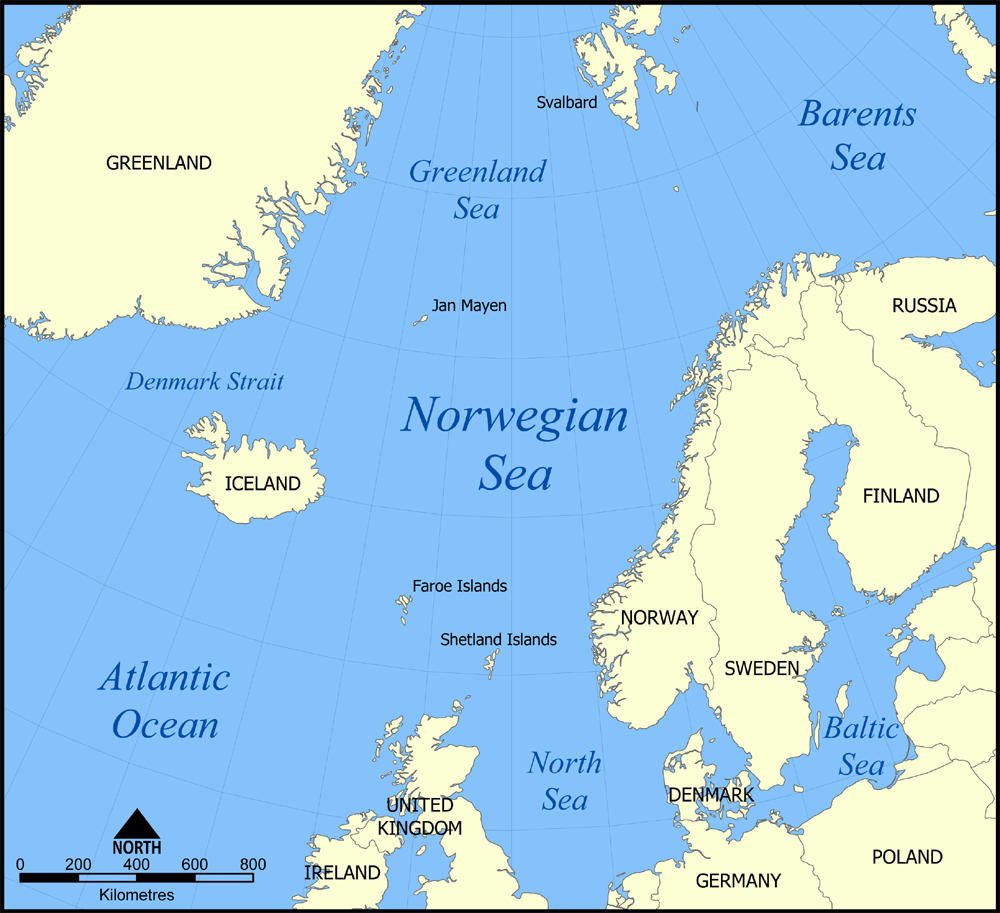
تنگهٔ دانمارک در سمت چپ نقشه، میان گرینلند و ایسلند قابل مشاهده است.

تنگهٔ دانمارک (به دانمارکی: Danmarksstrædet) نام گذرگاهی آبی در میان گرینلند و ایسلند است که اقیانوس منجمد شمالی را به شمال اقیانوس اطلس متصل می‌سازد. این تنگه که بخشی از آن در مدار قطب شمال قرار دارد ۴۸۰ کیلومتر ( ۳۰۰ مایل) درازا داشته و در باریک‌ترین قسمت خود ۲۹۰ کیلومتر (۱۸۰ مایل) پهنا دارد.
جریان سرد شرقی گرینلند که از تنگهٔ دانمارک می‌گذرد، توده‌های یخ شناوری را همراه خود آورده و آن‌ها را به سمت جنوب در شمال اقیانوس اطلس می‌راند.